# Les Jours meilleurs (chanson)
Singles de Maxime Le Forestier
Au bout de la rue
(1980) La septième femme de Barbe-Bleue
(1986)
Singles par Maxime Le Forestier
Entre La Rue Didot Et La Rue De Vanves
(1996) Chienne d'idée
(1996)
Pistes de Les Jours meilleurs
Les Images
Les Jours meilleurs est une chanson de Maxime Le Forestier, issu de l'album du même nom, sorti en 1983.

## Les paroles
Pour cette chanson, qui est l'unique extrait de l'album à sortir en single, Le Forestier évoque, non sans amertume, les rêves de fraternité partis, la victoire de l'argent et de la guerre. Il ironise sur la vie moderne en évoquant « les sardines dans l'huile de moteur » et émet une critique virulente de la société de consommation et de son rythme étouffant, réalité différente de celle rêvée par le chanteur et ceux de sa génération. 
La chanson dresse également un bilan de ses années placées sous le signe de l'utopie, évoquant Bob Dylan et John Lennon : « On était nés sur des ruines / The times were changin’ / On pouvait planter des fleurs / On voulait juste des jours meilleurs / […] / Même si j'vois partout des sardines / Alignées dans l'huile de moteur / Il m' reste un couplet d'Imagine / Qui m'emmène ailleurs ».

## La musique
Avec Les Jours meilleurs, Maxime Le Forestier marque un virage musical en faisant rentrer les synthétiseurs dans son univers, bien que gardant la guitare acoustique, fidèle depuis ses débuts. Slim Pezin joue quelques accords de guitare électrique sur la fin du titre. Les arrangements de synthétiseurs apportent une ambiance brumeuse et froide qu'appelle le texte de la chanson.

## Sortie et accueil
Sorti en single en novembre 1983 à une période où Maxime Le Forestier connaît des échecs depuis le début des années 1980, Les Jours meilleurs ne rencontre pas le succès escompté, se classant durant treize semaines selon les sondages de l'IFOP et ne parvenant qu'à atteindre la 69e place. De plus, le changement radical de style du chanteur qui passait du style folk au style électronique, dérouta le public et la critique, ce qui entraîna l'échec commercial de l'album et du single. Le Forestier dira plus tard qu'il est très attaché à ce titre.
Depuis, elle a connu un succès tardif, en 1993, à l'occasion de sa reprise par les artistes de Sol En Si. Pleinement réhabilitée, elle figure sur le best of Essentielles, sorti en 1997, et Maxime Le Forestier l'interprète lors de ses tournées acoustiques.

## Classement
| Classement (1983) | Meilleure place |
| ----------------- | --------------- |
| France (IFOP)     | 69              |